# KTM・950アドベンチャー
950アドベンチャー（950 ADVENTURE）は、2003年から2005年までKTM Sportmotorcycle AGが製造していた、4ストローク942 ccのオートバイである。KTM・640LC4アドベンチャーを改良しオフロードから高速走行に至るデュアルパーパスとしの機能を高めたエンデューロモデルである。ダート走行に特化するため足回りを強化したアドベンチャーSも同時に発売された。

## 参考画像

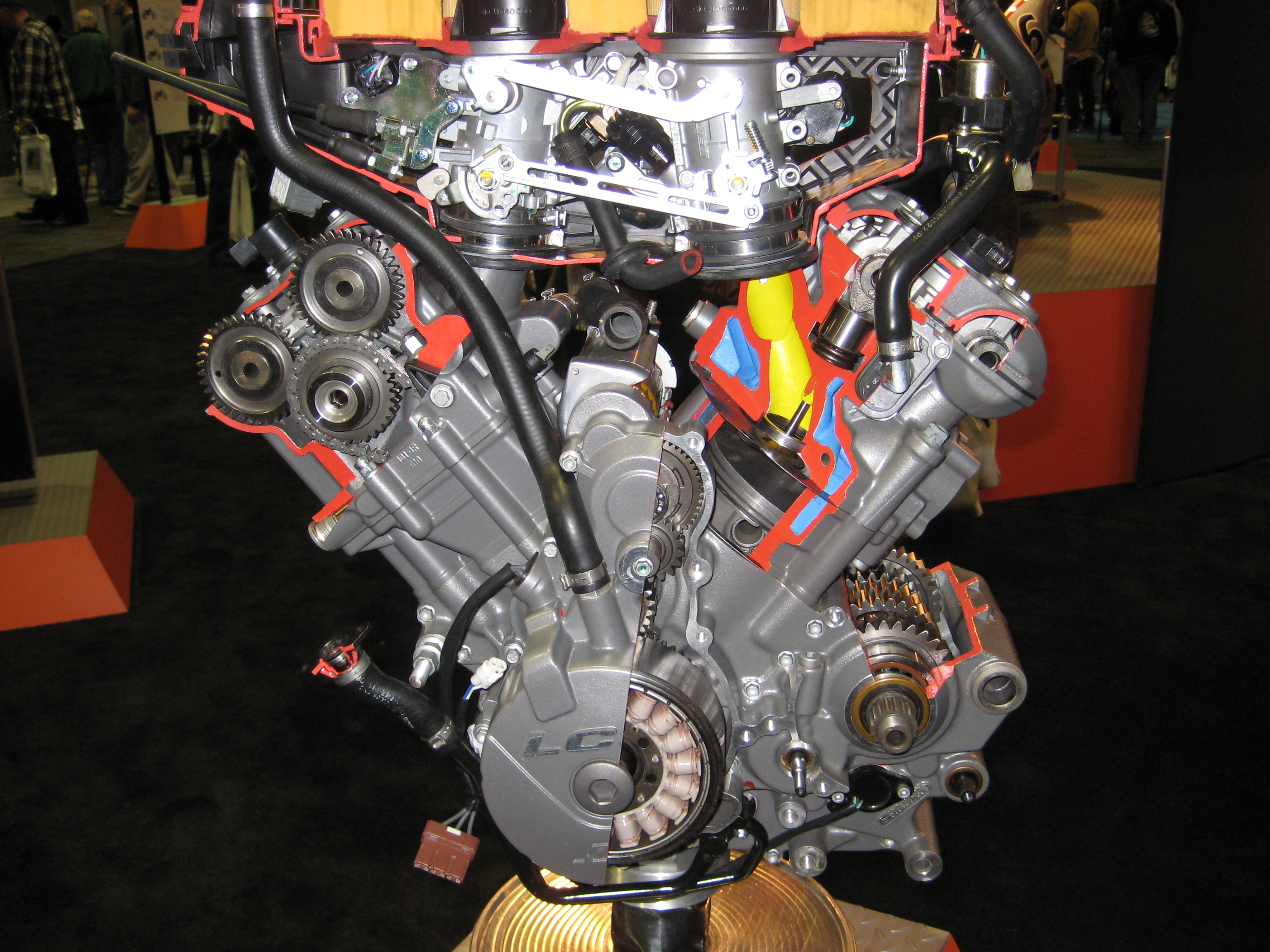
KTM LC8 Engine
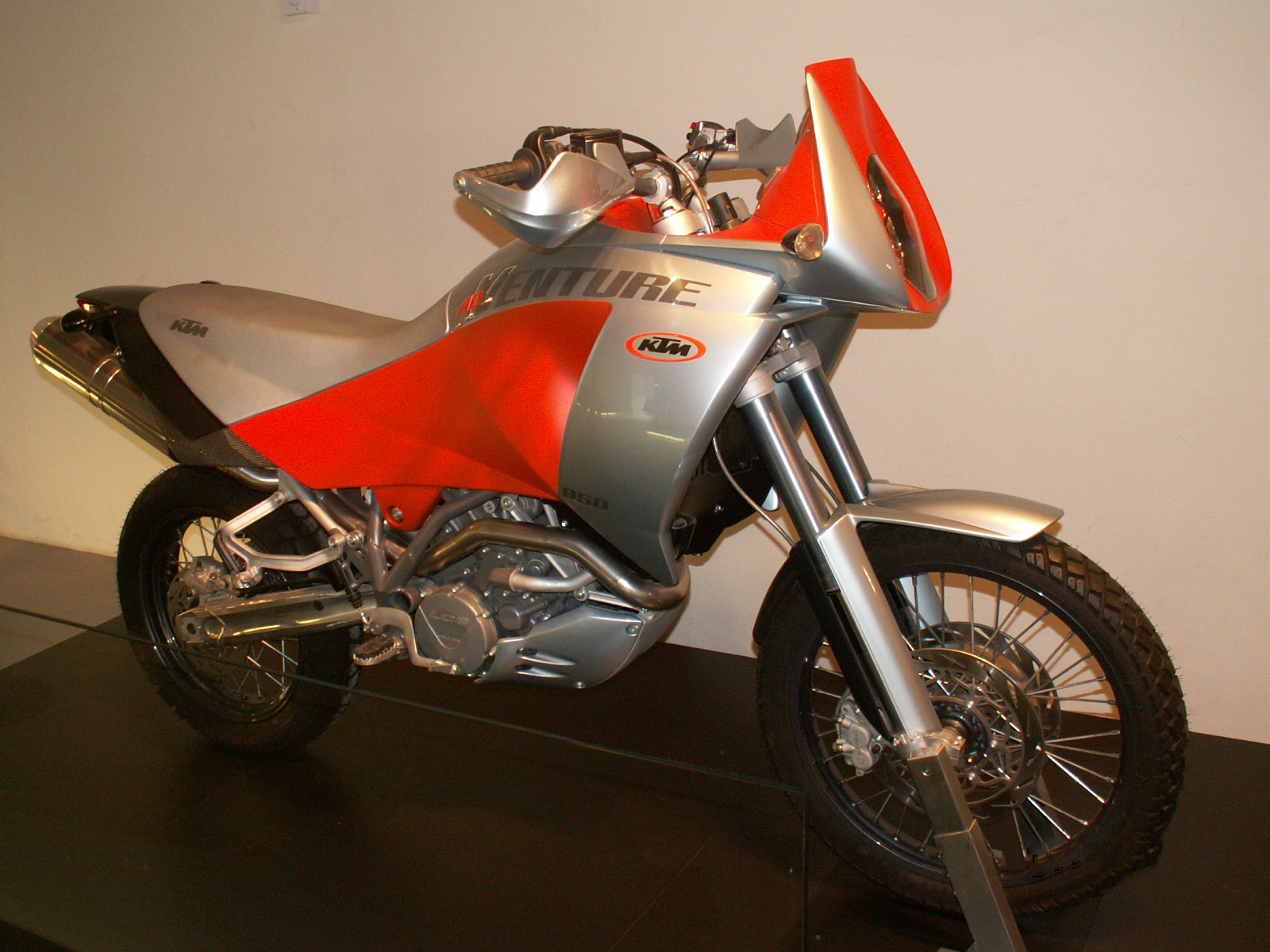
KTM Adventure prototype